# Exotic Tropic Timber Enterprises
Exotic Tropic Timber Enterprises (ETTE) fue una empresa maderera fundada por el español Fernando Robleda en Liberia en febrero de 1997, que sirvió para financiar el suministro de armas para la Operación Ningún Ser Viviente de Charles Taylor en enero de 1998. A través de concesiones estatales la empresa se dedicó a la explotación de la Plantación de Investigación y Reforestación Cavalla, realizando pagos en efectivo y mediante el suministro de armas. 
La empresa recibió una licencia en mayo de 1997, pero fue revocada cuando Taylor llegó al poder. El traficante de armas ucranianoisraelí Leonid Minin viajó con Robleda a Liberia para reunirse con Taylor en septiembre de 1998 para cerrar el nuevo trato, y asumió la presidencia de la ETTE el 10 de diciembre, cuatro días antes de que se concediera la licencia a la empresa. 
El Consejo de Seguridad de la ONU incluyó a ETTE como una de las tres empresas madereras involucradas en el suministro de armas a Charles Taylor, las otras eran Forum Liberia y la empresa Oriental Timber Corporation, propiedad del traficante de armas holandés Guus Kouwenhoven. 